# Europavox
Le Festival Europavox est un festival de musique annuel, programmé sur trois ou quatre jours fin Juin - début Juillet, dans la ville de Clermont-Ferrand (Auvergne-Rhône-Alpes).
Il a pour objectif de faire entendre la diversité de la production musicale européenne. Centré à La Coopérative de mai de Clermont-Ferrand, il se déplaçait auparavant dans les villes de la région (Vichy, Montluçon, Aurillac, Thiers, Issoire, etc.) jusqu'en 2008. En 2009, les organisateurs du festival ont décidé de recentrer à Clermont-Ferrand, autour de la place du 1er mai.
En 2017, Europavox lance un média pour promouvoir la diversité européenne.

## Programmation

### Années 2000

#### 2006
Alec Empire, An Pierlé & White Velvet, Anna Ternheim, Bauchklang, Culcha Candela, David Linx, Diederik Wissels, Fredrika Stahl, La Tropa, Malibu Stacy, Mariza, Piers Faccini, Puppetmastaz, Saïan Supa Crew, Seeed, Skalpel, Susheela Raman, Teitur, The Herbaliser, The Sunday Drivers, Venus, Wax Tailor, WrayGunn, …

#### 2007
2 Many DJ's, AaRON, Agoria, Archive, Asian Dub Foundation, DJ Vadim, Stephan Eicher, GusGus, IAM, Kaolin, Kočani Orkestar, Neneh Cherry, Nosfell, Paprika Korps, Peter von Poehl, Le Peuple de l'herbe, Le Puzzle, Saule, Sharko, Tom McRae, Thomas Fersen, …

#### 2008
BB Brunes, Baloji, Birdy Nam Nam, Camille, Cocoon, Cool Kids of Death, Disco Ensemble, Empyr, Girls in Hawaii, High Tone, Hocus Pocus, James Deano, Permanent Fatal Error, Sanseverino, Slimmy, Sophie Hunger, Têtes raides, The Delano Orchestra, The Legendary Tigerman, The Sweet Vandals, The Tellers, Wax Tailor, Yuksek, Zak Laughed, …

#### 2009
17 Hippies, Araban, Bloc Party, Cartonnage, Casiokids, Charlie Winston, Ebony Bones, Emily Loizeau, Get Well Soon, Herman Dune, I'm from Barcelona, Lonely Drifter Karen, Loney, Dear, Maxïmo Park, Okou, Olivia Ruiz, Powersolo, Saule, Sliimy, Soap&Skin, South Central, The Asteroids Galaxy Tour, Vitalic, …

### Années 2010

#### 2010
Agnes Obel, Band of Skulls, Camélia Jordana, Gaëtan Roussel, Hindi Zahra, Hocus Pocus, JJ, Pete Doherty, Les Plastiscines, Rachid Taha, Richard Hawley, The Black Box Revelation, Nits, …

#### 2011
AaRON, Ben l'Oncle Soul, Catherine Ringer, Cocoon, Gotan Project, Selah Sue, Susanne Sundfør, Zaz, …

#### 2012
Django Django, Anna Aaron, Woodkid, Shaka Ponk, 1995, The Hives, Stuck In The Sound, Dionysos, Arthur H, …

#### 2013
- Jeudi 23 mai : Miles Kane, Lescop, FAUVE ≠, …
- Vendredi 24 mai : Two Fingers, Skip&Die, Stephan Eicher, Villagers, …
- Samedi 25 mai : Benjamin Biolay, Lilly Wood & The Prick, Puggy, Keny Arkana, Jacques Higelin, …

#### 2014
- Jeudi 5 juin : Casseurs Flowters, Salut C'est Cool, …
- Samedi 6 juin : -M-, Kadebostany, Benjamin Clementine, Liz Green, Girls In Hawaii, …
- Dimanche 7 juin : Stromae, Thomas Azier, Elliphant, Étienne De Crécy, Milky Chance, Carbon Airways, …

#### 2015
- Jeudi 21 mai : Meshell Ndegeocello, …
- Vendredi 22 mai : Carl Barât, …
- Samedi 23 mai : The Dø, Selah Sue, Dominique A, Igorrr, Avulsed, …
- Dimanche 24 mai : Izia, Placebo, Gojira, …
- Lundi 25 mai : FAUVE ≠, AaRON, Aurora, Jeanne Added, …

#### 2016
- Mercredi 1er juin : Christophe, …
- Jeudi 2 juin : The Last Shadow Puppets, …
- Vendredi 3 juin : Philippe Katerine, Alice On The Roof, The Shoes, Gramatik, Breakbot, …
- Samedi 4 juin : Nekfeu, Caribbean Dandee, Soom T, Dionysos, General Elektriks, …
- Dimanche 5 juin : Louise Attaque, Jain, Lilly Wood & The Prick, …

#### 2017
- Jeudi 29 juin : Archive, …
- Vendredi 30 juin : Agnes Obel, Chinese Man, Deluxe, Puppetmastaz, …
- Samedi 1er juillet : Lamomali, Boys Noize, Frustration, …
- Dimanche 2 juillet : Manu Chao La Ventura, …

#### 2018
- Jeudi 28 juin : Maestro, Reykjavíkurdætur, …
- Vendredi 29 juin : Jain, Hyphen Hyphen, Feu! Chatterton, Hollysiz, Sigrid, Kid Francescoli, …
- Samedi 30 juin : Étienne Daho, Petit Biscuit, Eddy de Pretto, Ibeyi, Rilès, The Blaze, Tommy Cash, …
- Dimanche 1er juillet : Orelsan, Brigitte, Lomepal, Angèle, Rejjie Snow, Susanne Sundfør, Superorganism, …

#### 2019
- Jeudi 27 juin : Belako, Floex & Tom Hodge, …
- Vendredi 28 juin : Eddy de Pretto, The Avener, Møme, Georgio, Jeanne Added, …
- Samedi 29 juin : Franz Ferdinand, Roméo Elvis, Clara Luciani, Balthazar, Arnaud Rebotini, PLK, Vendredi sur Mer, …
- Dimanche 30 juin : Nekfeu, Morcheeba, Columbine, Kiddy Smile, Pongo, …

### Années 2020

#### 2020
L'édition 2020 est finalement annulée à cause de la pandémie de Covid-19.
- Jeudi 25 juin : …
- Vendredi 26 juin : Aya Nakamura, Foals, Mister V, Magenta, Acid Arab, …
- Samedi 27 juin : Mika, Moha La Squale, Yuksek, Isaac Delusion, Dinos, Suzane, Yseult, …
- Dimanche 28 juin : - M -, Rilès, L'Impératrice, Last Train, Kikesa, …

#### 2021
- Jeudi 24 juin : David Walters
- Vendredi 25 juin : IAM, Georgio et Mustang
- Samedi 26 juin : La Femme, Pomme, Suzane et Hervé
- Dimanche 27 juin : Benjamin Biolay, Philippe Katerine, L'Impératrice et Da Break

#### 2022
- Jeudi 30 juin : Nenny, Shishi, Sirens of Lesbos, Theodore, The Big Idea, …
- Vendredi 1er juillet : Vald, Oboy, Woodkid, Laeti, Claire Laffut, …
- Samedi 2 juillet : Clara Luciani, Laylow, Jungle, Vladimir Cauchemar, …
- Dimanche 3 juillet : Angèle, Miles Kane, Terrenoire, Sopico, Lujipeka, …

#### 2023
- Vendredi 30 juin : -M-, Josman, Pomme, Pierre de Maere, Yuksek, …
- Samedi 1 juillet : Louise Attaque, Tiakola, Shame, Zaho de Sagazan, Pedro Winter, Bianca Costa, …
- Dimanche 2 juillet : Orelsan, Jacob Banks, Adé, Meryl, …

#### 2024
- Vendredi 28 juin : Doums, Eddy de Pretto, The Libertines, Isaac Delusion, So La Lune, …
- Samedi 29 juin : Phoenix, Dionysos, La Fève, L'Impératrice, Prince Waly, Eloi, …
- Dimanche 30 juin : Shaka Ponk, Olivia Ruiz, Luther, Solann, Isha et Limsa, …

#### 2025
- Vendredi 27 juin : Lamomali, Polo & Pan, Tif, Biga*Ranx, Lucky Love, Bekar, Lubiana…
- Samedi 28 juin : Madness, Philippe Katerine, Kavinsky, Dalí, Hinds…
- Dimanche 29 juin : Zaho de Sagazan, Feu! Chatterton, Yoa, Théa…

## Europaclub
Pour la première fois en 2012, Europavox initie un groupement européen de salles de musiques actuelles. Cette opération a pour objectif de "réunir des gérants et programmateurs de salles européennes d'une dizaine de pays, et de mettre en place une plateforme d'échange avec des conférences et workshops", selon François Missonnier, directeur de l'association Europavox.

## Euroglobe
Europavox a été lauréat « musiques actuelles » d'Euroglobe en 2009. Cette bourse, attribuée pour deux ans par l'unité Communication de l'Union européenne, soutient des opérations culturelles d’envergure ciblant les pays qui exercent la présidence de l’Union.
Concrètement, cette bourse a permis à Europavox d'organiser des éditions intermédiaires à l'étranger.
- Mai 2009 : La République Tchèque, pays invité d'Europavox à Clermont-Ferrand.
- Novembre 2009 : Europavox prend ses quartiers à Stockholm, Suède. Édition regroupant (Apparat(DE) / James Yuill (Royaume-Uni) / The New Wine (NO) / Sout Out Louds (SE) / Mùm (IS)/ Kütu Folk Crew (FR) / Loaded - DJ set (SE) / Ebony Bones (Royaume-Uni) / Delorean (ES) / Das pop (BE) / Data (FR) – DJ set
- Mai 2010 : L’Espagne, pays invité d’Europavox à Clermont-Ferrand.
- Novembre 2010 : Europavox prend ses quartiers à Bruxelles, en Belgique.